# Diagrams.net
diagrams.net（舊稱 draw.io）是一個以HTML5和JavaScript寫成的跨平台繪圖自由及開放原始碼軟體。 它的頁面可被用來創造許多圖解，例如流程圖、網頁線框稿、 統一塑模語言圖解、組織結構圖和電腦網路圖解。
diagrams.net 可作為具有瀏覽器兼容性的網路應用程式使用，也可作為Linux、macOS和Windows的離線應用程式。 它的離線應用程式是使用Electron 框架打造的。網頁應用程式不需要線上登入或註冊，且可以打開或儲存至硬碟。支援的儲存和輸出格式包括PNG、JPEG、SVG和PDF。
它同時還整合了雲端儲存服務，包括Dropbox、OneDrive、Google雲端硬碟、GitHub和GitLab。
它還可以作為外掛程式將網頁應用程式嵌入NextCloud、MediaWiki、Notion、Confluence和JIRA。
TechRadar和個人電腦雜誌將其描述為Lucidchart、Microsoft Visio和SmartDraw的替代品。

## 歷史

### JGraph Ltd
JGraph Ltd 是一家私人有限公司，由Gaudenz Alder和David Benson於2000年在英國創立。

### JGraph
JGraph 最初是 Gaudenz Alder 的純Java 語言軟體專案，並於 2000 年成為瑞士蘇黎世聯邦理工學院的大學專案。JGraph 1.0 的首次公開發布是在 2002 年 5 月。 JGraph 的最初設計是使其成為Java工具包Swing及其JTree類別的體系結構延伸。

### mxGraph
2005 年，開始開發 mxGraph，這是一個使用 HTML5 和SVG技術用JavaScript編寫的繪圖函式庫。該專案於2006年公開發布，支援Firefox 1.5和Internet Explorer 5.5。
mxGraph 最初是透過線上使用的軟體託管演示作為免費軟體提供的，根據終端使用者授權合約為用於非商業用途的看源軟體，可選擇購買商業許可證。

2009年，mxGraph在Apache授權條款下開放原始碼。JGraph還捆綁了其他語言的mxGraph官方移植，包括 Java、C#和PHP。

### JGraphX
在 2010 年 2 月最終版 JGraph 5.x 發布後，該專案將其Java語言應用程式重新命名為JGraphX，整合了mxGraph庫，並採用了mxGraph的版本編號，從2012年發布的JGraphX 1.10.0.5開始。

### Diagramly
2011 年，該公司開始以單獨品牌 Diagramly 發布其 mxGraph Web 應用程式託管服務，域名為“diagram.ly”。
在從其網路應用程式中刪除剩餘的Java applet後，該服務於2012年改名為draw.io。聯合創始人David Benson在2012年的一次採訪中說：「因為『.io比.ly更酷』」。
2020年2月該公司在其部落格上宣布，出於安全原因，Web 應用程式的託管版本將從“draw.io”移至“diagrams.net”域。一個月後搬遷完成。 函式庫、檔案格式和整合服務仍標記為“drawio”。

## 另見
- JUNG（英语：JUNG）
- NetworkX（英语：NetworkX），一個一個用於研究圖形和網路的Python庫。
- Dia (軟體)

## 外部連結
- 官方网站
- app.diagrams.net
- Java API for working with Drawio diagrams （页面存档备份，存于）